# Brotherhood (DYS)
Brotherhood è l'album d'esordio del gruppo hardcore punk statunitense DYS, pubblicato nel 1983 dall'etichetta discografica X-Claim! Records.
All'inizio degli anni novanta l'album è stato ripubblicato su LP e MC dalla Taang! Records ma con il differente titolo Wolfpack, con un'altra copertina e con l'aggiunta di quattro brani inediti, tra cui Wolfpack primo brano realizzato dalla band.
Nel 2005 l'album è stato ristampato in CD sempre dalla Taang! Records ma in una edizione fedele all'originale, con lo stesso titolo, la stessa copertina e le stesse tracce della prima edizione, con la sola aggiunta, in coda, di una versione demo inedita del brano Wolfpack, che vede la partecipazione degli Hüsker Dü, differente dalla versione già inclusa nella precedente riedizione Wolfpack.

## Tracce
1. Open Up – 1:26
2. More Than Fashion – 1:31
3. Circle Storm – 0:36
4. City to City – 1:28
5. (The Girl's) Got Limits – 1:13
6. Brotherhood – 1:03
7. Yellow – 1:18
8. Stand Proud – 0:57
9. Insurance Risk – 0:52
10. Escape – 2:22

Riedizione in CD del 2005
1. Wolfpack con gli Hüsker Dü - 1:16

## Formazione
- Dave Smalley - voce
- Andy Strahan - chitarra
- Jonathan Anastas - basso
- Dave Collins - batteria

## Crediti[2]
- DYS - produttore
- Mr. G - produttore
- Lou Giordano - ingegnere del suono
- David Buck - layout
- Bridget Burpee - layout
- Lisa Katz - fotografia
- Bruce "Grim" Rhodes - fotografia
- Dicky Barrett - immagine di copertina